# Yamashita Shintarō

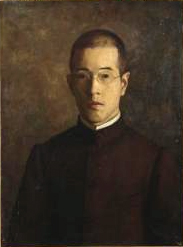
Yamashita Shintarō, 1904

Yamashita Shintarō (japanisch 山下 新太郎; geb. 29. August 1881 in Tokio; gest. 11. April 1966) war ein japanischer Maler im  Yōga-Stil während der Taishō- und Shōwa-Zeit.

## Leben und Werk
Yamashita, geboren in Tokio, machte 1904 seinen Abschluss an der Kunsthochschule Tōkyō (東京美術学校, Tōkyō bijtsu gakkō), der Vorläufereinrichtung der Tōkyō Geijutsu Daigaku. 1905 ging er nach Frankreich, wo er sich unter Raphaël Collin und dann an der staatlichen Kunsthochschule unter Fernand Cormon weiterbildete. Er beschäftigte sich mit der italienischen und spanischen Malerei, wobei ihn insbesondere Velázquez anzog. Nach fünf Jahren in Frankreich kehrte er 1910 nach Japan zurück, wobei er einen umfangreichen Bildbestand mit zurückbrachte.
Auf der 4. Kunstausstellung des Kultusministeriums, kurz „Bunten“ (文展) genannt, im Jahr 1910 zeigte Yamashita die Bilder „Lesende Frau“ (読書, Dokusho), „Lesepause“ (読書の後, Dokusho no ato) und „Frau, Schuh ausziehend“ (靴の女, Kutsu no onna) und erhielt für „Lesende Frau“ den 3. Preis. Auf der 5. Ausstellung erhielt er für das Bild „Am Fenster“ (窓際, Madogiwa) ebenfalls den 3. Preis. – 1914 gründete er, zusammen mit Ishii Hakutei, Sakamoto Hanjirō, Arishima Ikuma und anderen die Künstlergemeinschaft Nika-kai (二科会). Von 1931 bis 1932 hielt er sich wieder in Frankreich auf, wobei er den Légion d’honneur erhielt. 1936 beteiligte Yamashita sich an der Gründung der Issui-kai.
Nach 1945 war Yamashita Direktor und Juror der Nitten-Kunstausstellung und ein Berater des Nationalmuseums für moderne Kunst. 1955 wurde er als Person mit besonderen kulturellen Verdiensten ausgezeichnet.
Yamashita gehörte zu den japanischen Künstlern, die den Impressionismus nach Japan brachten. Er malte europäische Themen im akademischen Stil des Endes des 19. Jahrhunderts, verband das mit einem Hauch Freilichtmalerei und mit Einflüssen von Derain und Renoir.

## Bilder

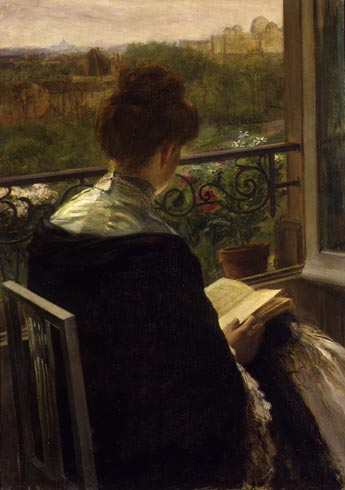
Am Fenster, 1908
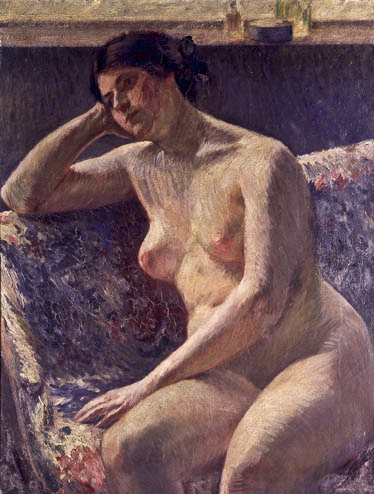
„Akt“, 1908
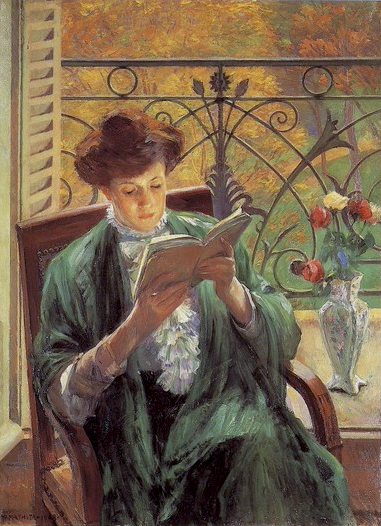
Lesende Frau, 1908
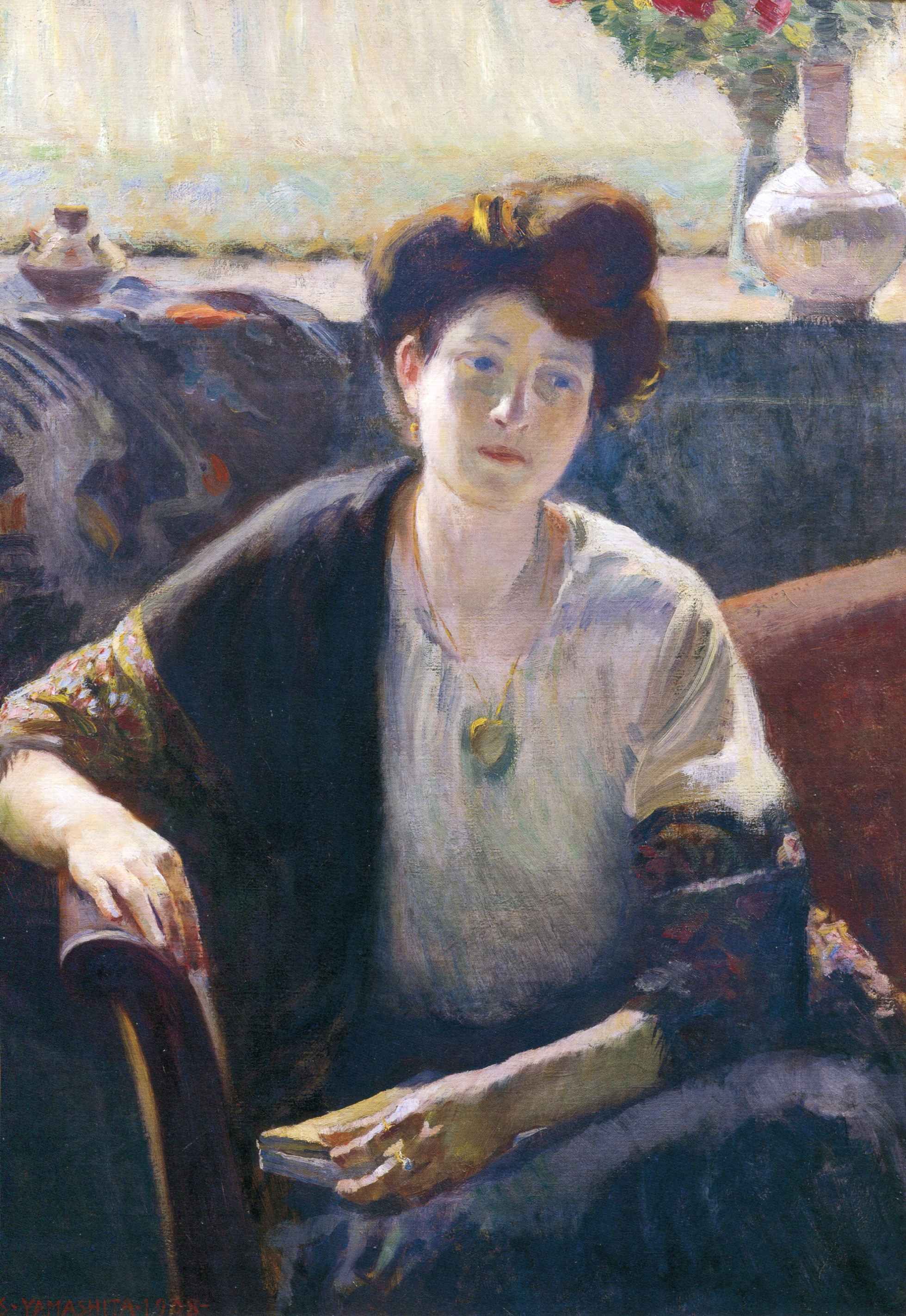
Lesepause, 1908
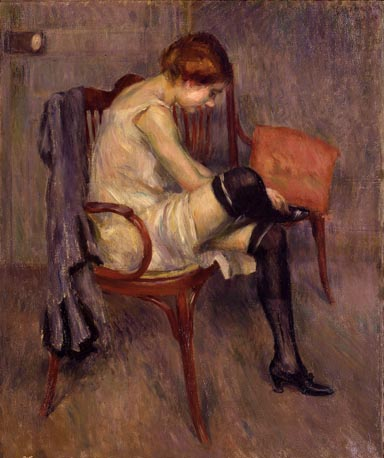
„Frau, Schuh ausziehend“, 1910[1][A 3]
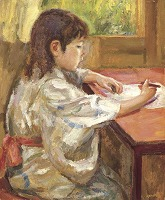
„Nomura Yuriko“, 1928